# مالکوم ویتمن
 مالکوم ویتمن (انگلیسی: Malcolm Whitman؛ زاده ۱۵ مارس ۱۸۷۷ درگذشته ۲۸ دسامبر ۱۹۳۲) یک تنیس‌باز اهل ایالات متحده آمریکا بود.